# Татьяна Михайловна
Татьяна Михайловна (5 (15) января 1636, Москва — 24 августа (4 сентября) 1706, Москва) — младшая дочь царя Михаила Федоровича и его второй супруги Евдокии Лукьяновны.

## Биография
Царевна Татьяна была названа в честь единственной выжившей сестры царя Михаила Фёдоровича — Татьяны Фёдоровны, жены князя Ивана Михайловича Катырева-Ростовского, в детстве пережившей заточение вместе с братом, а потом умершей в осаждённой Москве.
Татьяна Михайловна была активной сторонницей реформ патриарха Никона. После низложения патриарха ходатайствовала перед царем Фёдором Алексеевичем о смягчении его участи и переводе его в Вознесенский монастырь, но безуспешно. Однако добилась, чтобы царь написал утешительное письмо.
После смерти опального патриарха по настоянию царевны его тело было перезахоронено в главном храме Воскресенского Новоиерусалимского монастыря. Чтя память патриарха, царевна в 1691 году принесла в дар монастырю ковчег со Святыми мощами — рукой мученицы Татианы.
Пользовалась уважением своего брата царя Алексея Михайловича. После смерти сестёр Ирины и Анны стала самым старшим членом царской семьи. Также пользовалась влиянием при регентстве племянницы Софьи. В частности, в присутствии Софьи ей отводилось более почетное место, чем вдовствующей царице Наталье Кирилловне.
В 1689 году её племянница царевна Софья во время конфликта с братом Петром посылала тетку к царю. Так, Фуа де ла Нёвилль пишет: «…стрельцы <…> явились в Троицу, чтобы убедить Петра в своей верности. Рассудив об этом и узнав, что большая часть бояр перешла на сторону Петра, она решила примириться с ним. Ввиду этого она послала к своему брату двух своих теток по отцу, царевен Анну Михайловну, Татьяну Михайловну и одну из своих сестёр, Марфу Алексеевну».
После установления единодержавия Петра Татьяна пыталась защитить своих племянниц от царского гнева: ходатайствовала за Марфу Алексеевну, насильно постриженную по приказу Петра в монахини, старалась как могла поддержать её в беде, посылала ей подарки и деньги, опекала и других царевен. Правда, авторитет её, а равно и средства, выделяемые ей на содержание, заметно сократились.
Была воспреемницей при крещении своих племянниц Марфы Алексеевны, Марии Алексеевны, Феодосии Ивановны, Екатерины Ивановны и царевича Алексея.

## Захоронение
Была погребена в соборе Вознесения Господня Вознесенского девичьего монастыря Московского Кремля. В 1929 году незадолго перед сносом строений монастыря музейным работникам удалось сохранить белокаменные саркофаги с останками великих русских княгинь и цариц переместив их из Вознесенского собора в подземную палату южной пристройки Архангельского собора Московского Кремля.
Надпись на надгробии гласит: «Лета 7214 году августа против 24 числа с пятницы на субботу в нощи перваго часа в последней четверти на память священно-мученика Евтихия святаго Иоанна Богослова преставися раба божия благовернаго государа царя и великаго князя Михаила Феодоровича дщерь благоверная государыня царевна и великая княжна Татиана Михайловна и погребена на сем месте того ж августа 24 дня а всех лет жития ея 71 год и 8 месяцев».
Надпись на крышке саркофага совпадает с нею: «Лета от рождества Христова 7214 году августа против 24 числа в нощи перваго часа в последней четверти на память святаго священномученика Евтихия преставися раба божия благовернаго государя царя и великаго князя Михаила Фёдоровича всея Росии самодержца дщерь благоверная государыня царевна и великая княжна Татиана Михайловна и погребена на сем месте августа 24 дня а всех лет жития 72 лета».
В начале XXI века её захоронение было изучено — одежда оказалась выполнена из китайского шелка.